# Knautia transalpina
Knautia transalpina är en tvåhjärtbladig växtart som först beskrevs av Christ, och fick sitt nu gällande namn av John Isaac Briquet. Knautia transalpina ingår i släktet åkerväddar, och familjen Dipsacaceae. Inga underarter finns listade i Catalogue of Life.